# Промышленность Норвегии
Промышленность Норвегии – отрасль норвежской экономики, в которой занята четверть населения страны.
Индустриализация пришла в Норвегию вместе с первыми текстильными фабриками в середине 19 века. Первые крупные предприятия появились, когда предпринимательская политика привела к созданию банков для обслуживания потребностей бизнеса. На этапе своего развития промышленная отрасль предложила большому количеству людей, которые были заняты в сельскохозяйственном секторе, более высокую зарплату, что привело к появлению долгосрочной тенденции по сокращению пахотных земель и оттока рабочей силы из сельского хозяйства в промышленность. 
Рабочий класс стал в Норвегии особым явлением – со своими окрестностями[прояснить], культурой и политикой.

## Металлургия
В области черной металлургии Норвегия в системе мирового разделения труда специализируется, в основном, на производстве ферросплавов, а в области цветной металлургии — на производстве алюминия, никеля, меди и цинка. По производству алюминия в Западной Европе Норвегия находится на первом месте, в мире — на седьмом.

## Машиностроение
Машиностроение — относительно молодая отрасль промышленности Норвегии. В послевоенные годы с участием иностранного капитала в Норвегии созданы крупные судостроительные верфи, заводы по производству морских нефтебуровых платформ, гидравлических турбин, промышленного и бытового электротехнического и электронного оборудования. 
К важнейшим отраслям норвежского машиностроения относятся производство оборудования для освоения шельфа, судостроения и т.д.

## Нефтегазовая промышленность
Нефтегазовая промышленность является фундаментом всей норвежской экономики, в нём прямо занято более 74 тыс. чел. (3 % всех занятых), а косвенно ещё 220 тыс.
Все запасы нефти и газа Норвегии расположены на шельфе Северного моря. 
В 2002 г. нефтегазовый сектор составил 23 % ВВП и принёс 32 % всех доходов.
По состоянию на 2006 год, Норвегия обеспечивала примерно 15 % потребностей стран Евросоюза в нефти и газе.
По состоянию на 2016 год Норвегия занимает 13-е место в рейтинге стран по добыче нефти, по данным ОПЕК.

В 1960-е годы Норвегия заявила о национальном суверенитете над всеми шельфовыми природными ресурсами и подписала соглашения с Великобританией и Данией о морских границах.
Инициатива начать разведку запасов принадлежала не государству, а крупным транснациональным компаниям. Первой заявку подала американская Phillips Petroleum, в 1962 году.
В 1965 г. Норвегия выдала первые нефтяные лицензии, а уже в декабре 1969 было открыто первое большое месторождение; в тот период у власти в стране находились социал-демократы, на практике реализовавшие свои представления о роли государства в экономике.
Первая промышленная добыча нефти началась в 1970 году.
В том же 1970 году был создан специальный правительственный комитет, выработавший рекомендации по управлению нефтяной отраслью.
Оперативным управлением и надзором занялся вновь созданный Нефтяной директорат, а для непосредственного участия в нефтяных проектах была создана государственная компания Статойл (Statoil). Ещё одной норвежской компанией, занявшейся добычей нефти, стала Норск Гидро (Norsk Hydro), в которой государству принадлежал 51 % акций.
В Министерстве промышленности был создан отдел нефти, который в 1978 г. был выделен в отдельное Министерство нефти и энергетики, ответственное за формирование государственной энергетической политики.
Освоение норвежского шельфа проводилось консорциумами с участием частных компаний и государства, доля которого первое время не могла быть менее 50 %.
Налогообложение нефтедобычи первоначально включало в себя роялти (для некоторых проектов), налог на прибыль, территориальный взнос и специальный налог на сверхприбыль. Позже появился ещё один налог — на выбросы углекислого газа.
Рост нефтяных доходов позволил Норвегии брать внешние займы в счёт будущих доходов от продажи нефти и газа на поддержку других отраслей, в частности судостроения, и на реализацию программ социального и регионального развития в рамках концепции «государства всеобщего благоденствия».
К 1977 г. внешний долг Норвегии достиг 30 % ВВП, после чего были приняты экстренные меры по его ликвидации. В 2005 у Норвегии уже не было внешнего долга.
В первой половине 80-х, чтобы ослабить политический вес государственной компании Статойл, но сохранить присутствие государства в отрасли, Норвегия ввела новую форму собственности — прямая доля государства в месторождениях и трубопроводной системе (SDFI). Доходы от продажи нефти и газа SDFI стали напрямую поступать в бюджет государства, а следовательно, не подлежали налогообложению.
В 1990 (1998?) г., в целях сохранения высокого уровня жизни населения после неминуемого истощения запасов нефти, был создан Норвежский нефтяной фонд (ННФ, GPFG). На сегодняшний день ННФ является крупнейшим в мире суверенным фондом: на 2005 год его размер достиг почти 150 млрд долл., на одного норвежца приходится почти 200 тыс. долл. 
19 сентября 2017 года размер фонда составил 1 трлн долл..
В ноябре 2017 года фонд объявил о распродаже активов, связанных с нефтью и газом, сославшись на то, что норвежская экономика и так сильно зависит от нефти.
В 1999 г. государство снизило пакет акций в Norsk Hydro до 44 %.
В 2001 началась масштабная реструктуризация нефтяной государственной собственности.
Госкомпания Статойл подверглась частичной приватизации (была продана почти четверть пакета).
В 2002 г. нефтегазовый сектор составил 23 % ВВП и принёс 32 % всех доходов (223 млрд норвежских крон, свыше 23 млрд долл.) Тем не менее, сырая нефть в доле всего товарного экспорта снизилась; так, в 2002 году она составляла 40 %, в 2013 — 32 %, 
в 2016 — 28 %.
К 2007 было осуществлено слияние Статойл и энергетических активов Norsk Hydro: созданный нефтегазовый гигант способен составить серьёзную конкуренцию России на европейском рынке. 
По оценкам учёных, ресурсы норвежского континентального шельфа могут превышать прежние оценки, причём основные неразведанные запасы находятся в Баренцевом море вблизи границы с Россией.
По данным Норвежского нефтяного директората, общие запасы континентального шельфа страны составляют 13 млрд м³ в нефтяном эквиваленте. Благодаря новым открытиям, объём доказанных запасов увеличился ещё на 5,2 млрд м³.
Месторождения Северного моря истощаются. Добыча на старых месторождениях падает (в 2018 г. добыча уменьшилась на 2 %, в 2019 году — на 6 %), а новые не вводятся в эксплуатацию — норвежцы считают, что слишком низкие цены на европейском газовом рынке, чтобы разрабатывать новые месторождения.
В 2022 году Норвегия нарастила добычу газа примерно на 8 % и, опередив Россию, стала основным поставщиком топлива в Европу, на фоне отказа Евросоюза от поставок российских энергоресурсов, — на нее приходится около 1/3 всех поставок. Норвежские энергетические компании в 2022 году резко увеличили годовую прибыль: государственная Petoro, управляющая норвежскими нефтяными холдингами, заработала около 50 млрд долларов (почти в три раза больше, чем годом ранее), Equinor получила рекордную  прибыль в 75 млрд долларов.

## Химическая промышленность
В начале XX в. в провинции Телемарк было создано электрохимическое производство. Это положило начало современной химической промышленности в Норвегии. 
Норвегия экспортирует азотные удобрения, взрывчатые вещества промышленного назначения, альгинаты, краски, лаки, в производстве которых занимает ведущие позиции не только в Европе, но и в мире.
В последние годы быстро развивается нефтехимия и, на её базе, — производство пластмасс и других синтетических материалов.

## Лесная промышленность
37 % территории Норвегии покрыто лесами. Самые распространенные породы деревьев в лесах Норвегии — это ель, шотландская сосна и береза. В настоящее время запасы древесины на корню в Норвегии в два раза больше, чем сто лет назад. 
Семейные хозяйства — это преимущественно фермерские хозяйства, ведущие одновременно сельское и лесное хозяйство. Семейное лесное хозяйство Норвегии отличается малым размером отдельных владений и индивидуальным подходом, что создает благоприятные условия для сохранения биологического разнообразия.
Норвежская политика по сохранению и устойчивому пользованию лесными ресурсами основана на фундаментальных принципах поддержания долгосрочной стабильности ресурсной базы.
Цель лесной политики — в удовлетворении социальных, экономических, экологических и культурных потребностей настоящего и будущих поколений